# Pothyne sumatrensis
Pothyne sumatrensis là một loài bọ cánh cứng trong họ Cerambycidae.